# Amparo Conde
Amparo Conde (Cali, Valle del Cauca, Colombia, 20 de diciembre de 1965) es una actriz, presentadora y profesora de teatro colombiana activa desde la década de 1980 en el cine, el teatro y la televisión de ese país.

## Biografía
Conde nació en la ciudad de Cali. En la década de 1980 se trasladó a la ciudad de Bogotá para iniciar su carrera como actriz, apareciendo en producciones teatrales. Luego de participar en varias producciones para televisión, Conde logró reconocimiento en su país al interpretar el papel de Alicia en la serie Vecinos. A partir de entonces registró apariciones en series de televisión como El patrón del mal, Azúcar, Francisco el Matemático, La ley del corazón, Colmenares y Bolívar.
La actriz está casada con el actor colombiano Jorge Herrera, reconocido principalmente por su papel como Hermes Pinzón en la popular telenovela Yo soy Betty, la fea.

## Filmografía

### Televisión
| Año       | Título                              | Personaje                                       |
| --------- | ----------------------------------- | ----------------------------------------------- |
| 2002      | Pedro el escamoso                   | Delfina Pataquiva                               |
| 2003      | Francisco el matemático             | Marina de Useche                                |
| 2007-2008 | Victoria                            | Ana                                             |
| 2008-2009 | Doña Bárbara                        | Mercedes                                        |
| 2008-2009 | Vecinos                             | Alicia Morales                                  |
| 2010      | El cartel 2                         | Elena                                           |
| 2011      | Confidencial                        |                                                 |
| 2011      | Tu voz estéreo                      | Ep: Vientres del mal                            |
| 2012      | Escobar: el patrón del mal          | Alicia Vallejo                                  |
| 2012      | Historias clasificadas              | Alicia Isidoro                                  |
| 2013      | La selección                        | Marcela                                         |
| 2014      | Contra el destino                   | Stella de Sarmiento                             |
| 2016      | Azúcar                              | Griselda                                        |
| 2016-2019 | La ley del corazón                  | Dolores "Lolita" Tibatá                         |
| 2017      | Francisco el Matemático: Clase 2017 | Inés Elvira de Largo                            |
| 2019      | Historia de un crimen: Colmenares   | Madre de Jessi Quintero                         |
| 2019      | Bolívar                             | Blanca                                          |
| 2021      | Interiores                          | Sofia                                           |
| 2021      | Lala's Spa                          |                                                 |
| 2021      | Enfermeras                          | Amelia                                          |
| 2021      | Las flores de la guerra             | Magnolia                                        |
| 2022      | Hasta que la plata nos separe       | Fabiola                                         |
| 2022      | Los García                          |                                                 |
| 2022      | La receta de Eva                    |                                                 |
| 2023      | El abrazo que no te di              |                                                 |
| 2023      | Romina poderosa                     | Miryam Fonseca Bolaños de Robledo "Doña Miryam" |

## Cine
| Año  | Título    |
| ---- | --------- |
| 2018 | La caleta |